# Paraplonobia prosopis
Paraplonobia prosopis är en spindeldjursart som först beskrevs av James P. Tuttle och Baker 1964.  Paraplonobia prosopis ingår i släktet Paraplonobia och familjen Tetranychidae. Inga underarter finns listade i Catalogue of Life.